# Ускорительное оружие
Ускорительное оружие — это оружие, в котором передача энергии поражающим элементам обеспечивается ускорителем того или иного типа. Примером такого оружия может служить электромагнитная катапульта.
В более узком смысле ускорительное оружие — конструктивно выполненное на основе ускорителя (как правило линейного) элементарных частиц. В таком оружии ускоритель разгоняет пучок элементарных частиц или плазмы, впоследствии выстреливаемых по цели.
Заманчивость такого вида оружия в том, что оно может быть использовано как в атмосфере, так и вне её, то есть в космическом пространстве.